# Villa zonipennis
Villa zonipennis är en tvåvingeart som beskrevs av Neal L. Evenhuis 1978. Villa zonipennis ingår i släktet Villa och familjen svävflugor.
Artens utbredningsområde är New South Wales. Inga underarter finns listade i Catalogue of Life.